# Simple (telefonía móvil)
Simple, legalmente Simple S.A., fue un operador móvil virtual (OMV) propiedad de la empresa chilena Scale Capital S.A., fundado el 9 de abril de 2015.

## Historia
Simple fue creada oficialmente el año 2015 por el fondo de inversión Scale Capital, ligado a Oliver Flogel, un empresario de telecomunicaciones y se encontraba a cargo del CEO Rolando Herrera.[cita requerida]
Simple Móviles contaba con cobertura nacional a lo largo de todo Chile utilizando la red de Movistar, de la misma forma que lo hacen Virgin Mobile y GTD Móvil.
La compañía fue pionera vendiendo planes sin contratos a sus clientes, sin evaluarlos comercialmente y sin importar si contaban con registros en DICOM. Estaba basada en un modelo de autogestión y donde los clientes realizaban sus procesos 100% digital. Simple permitía comprar planes prepagados o chips prepago, portarse a la empresa y recargar sus líneas únicamente a través de la web www.sersimple.com o desde la App que estaba disponible para Android y Iphone; debido a lo anterior, es que la empresa no contaba con sucursales físicas, motivo por el cual podían ofrecer planes a bajo costo a sus clientes. 
En 2018, la compañía intentó expandirse fuera del mercado chileno, comprando a la OMV peruana Inkacel, que anteriormente fue conocida como la división peruana de Virgin Mobile, pero por razones desconocidas, no se llegó a ningún acuerdo de compra.[cita requerida]
En julio del 2020, la compañía presentó al actor chileno Jorge Zabaleta como rostro principal de la marca. 
La apuesta de Simple fue expandir este modelo de negocio a otros países. Recientemente sellaron un acuerdo para licenciar su marca en Venezuela, donde la empresa DirecTV fue comprada por Scale Capital y pasó a llamarse SimpleTV (ex DirecTV Venezuela), donde además el equipo chileno entrega know how tecnológico y está ayudando a convertir la empresa desde una cable operadora tradicional en una firma 100% digital.
En marzo de 2023 se informó que la compañía dejaría de operar el 27 de abril del mismo año. Los clientes de Simple pasaron a Movistar.